# Ях'я Жабран
Ях'я Жабран (араб. يحيى جبران, нар. 18 червня 1991, Сеттат) — марокканський футболіст, півзахисник клубу «Відад» (Касабланка).
Виступав, зокрема, за клуби «Раджа Бені-Меллаль» та «Атлетіко» (Агадір), а також національну збірну Марокко.
Триразовий чемпіон Марокко. Переможець Ліги чемпіонів КАФ.

## Клубна кар'єра
У дорослому футболі дебютував 2013 року виступами за команду «Раджа Бені-Меллаль», в якій провів два сезони. 
Протягом 2015—2016 років захищав кольори клубу «Мулудія Уджда».
Своєю грою за останню команду привернув увагу представників тренерського штабу клубу «Атлетіко» (Агадір), до складу якого приєднався 2016 року. Відіграв за клуб з Агадіра наступні два сезони своєї ігрової кар'єри. Більшість часу, проведеного у складі «Хассані», був основним гравцем команди.
Протягом 2018—2019 років захищав кольори клубу «Аль-Фуджейра».
До складу клубу «Відад» (Касабланка) приєднався 2019 року. Станом на 10 листопада 2022 року відіграв за клуб з Касабланки 97 матчів в національному чемпіонаті.

## Виступи за збірну
У 2018 році дебютував в офіційних матчах у складі національної збірної Марокко.
У складі збірної був учасником чемпіонату світу 2022 року у Катарі.
| Дата       | Місто                    | Господарі  | Результат               | Гості        | Турнір                                       | Голи | Примітки |
| ---------- | ------------------------ | ---------- | ----------------------- | ------------ | -------------------------------------------- | ---- | -------- |
| 21-1-2018  | Касабланка               | Марокко    | 0 – 0                   | Судан        | Чемпіонат африканських націй 2018 - 1-й етап | -    |          |
| 21-9-2019  | Бліда                    | Алжир      | 0 – 0                   | Марокко      | Кв. на Кубок африканських націй 2021         | -    |          |
| 19-10-2019 | Беркан                   | Марокко    | 3 – 0                   | Алжир        | Кв. на Кубок африканських націй 2021         | -    |          |
| 18-1-2021  | Дуала                    | Марокко    | 1 – 0                   | Камерун      | Кубок африканських націй 2021 - 1-й етап     | 1    |          |
| 22-1-2021  | Дуала                    | Марокко    | 0 – 0                   | Руанда       | Кубок африканських націй 2021 - 1-й етап     | -    |          |
| 26-1-2021  | Дуала                    | Уганда     | 2 – 5                   | Марокко      | Кубок африканських націй 2021 - 1-й етап     | -    |          |
| 31-1-2021  | Дуала                    | Марокко    | 3 – 1                   | Замбія       | Кубок африканських націй 2021                | -    |          |
| 3-2-2021   | Лімбе                    | Марокко    | 4 – 0                   | Камерун      | Кубок африканський націй 2021                | -    | 80'      |
| 7-2-2021   | Яунде                    | Малі       | 0 – 2                   | Марокко      | Кубок африканських націй 2021                | -    |          |
| 26-3-2021  | Нуакшот                  | Мавританія | 0 – 0                   | Марокко      | Відбір до Кубка африканських націй 2021      | -    | 17' 45'  |
| 8-6-2021   | Марракеш                 | Марокко    | 1 – 0                   | Гана         | товариський матч                             | -    | 83' 90'  |
| 12-6-2021  | Марракеш                 | Марокко    | 1 – 0                   | Буркіна-Фасо | товариський матч                             | -    | 67'      |
| 1-12-2021  | Ель-Вакра (місто)        | Марокко    | 4 – 0                   | Палестина    | Арабський кубок FIFA 2021 - 1-й етап         | -    | 83'      |
| 4-12-2021  | Ер-Райян (муніципалітет) | Йорданія   | 0 – 4                   | Марокко      | Арабський кубок FIFA 2021 - 1-й етап         | 1    |          |
| 12-12-2021 | Доха                     | Марокко    | 2 – 2 д.ч. (5 – 7 п.п.) | Алжир        | Арабський кубок FIFA 2021 - чвертьфінал      | -    |          |
| 13-6-2022  | Касабланка               | Ліберія    | 0 – 2                   | Марокко      | Відбір до Кубка африканських націй 2023      | -    |          |
| 23-9-2022  | Cornella                 | Марокко    | 2 – 0                   | Чилі         | товариський матч                             | -    | 82'      |
| 17-11-2022 | Шарджа (місто)           | Марокко    | 3 – 0                   | Грузія       | товариський матч                             | -    |          |
| Усього     |                          | Матчів     | 18                      |              | Голів                                        | 2    |          |

## Титули і досягнення
- Чемпіон Марокко (3):

«Відад» (Касабланка): 2018-2019, 2020-2021, 2021-2022
- Переможець Ліги чемпіонів КАФ (1):

«Відад» (Касабланка): 2021-2022
- Володар Суперкубка Кувейту (1):

«Аль-Кувейт»: 2024